# Nosy Kivongy
Nosy Kivongy è un piccolo isolotto roccioso disabitato, situato nel Canale del Mozambico, in prossimità della costa nord-occidentale del Madagascar, circa venti miglia a sud-ovest di Nosy Be.

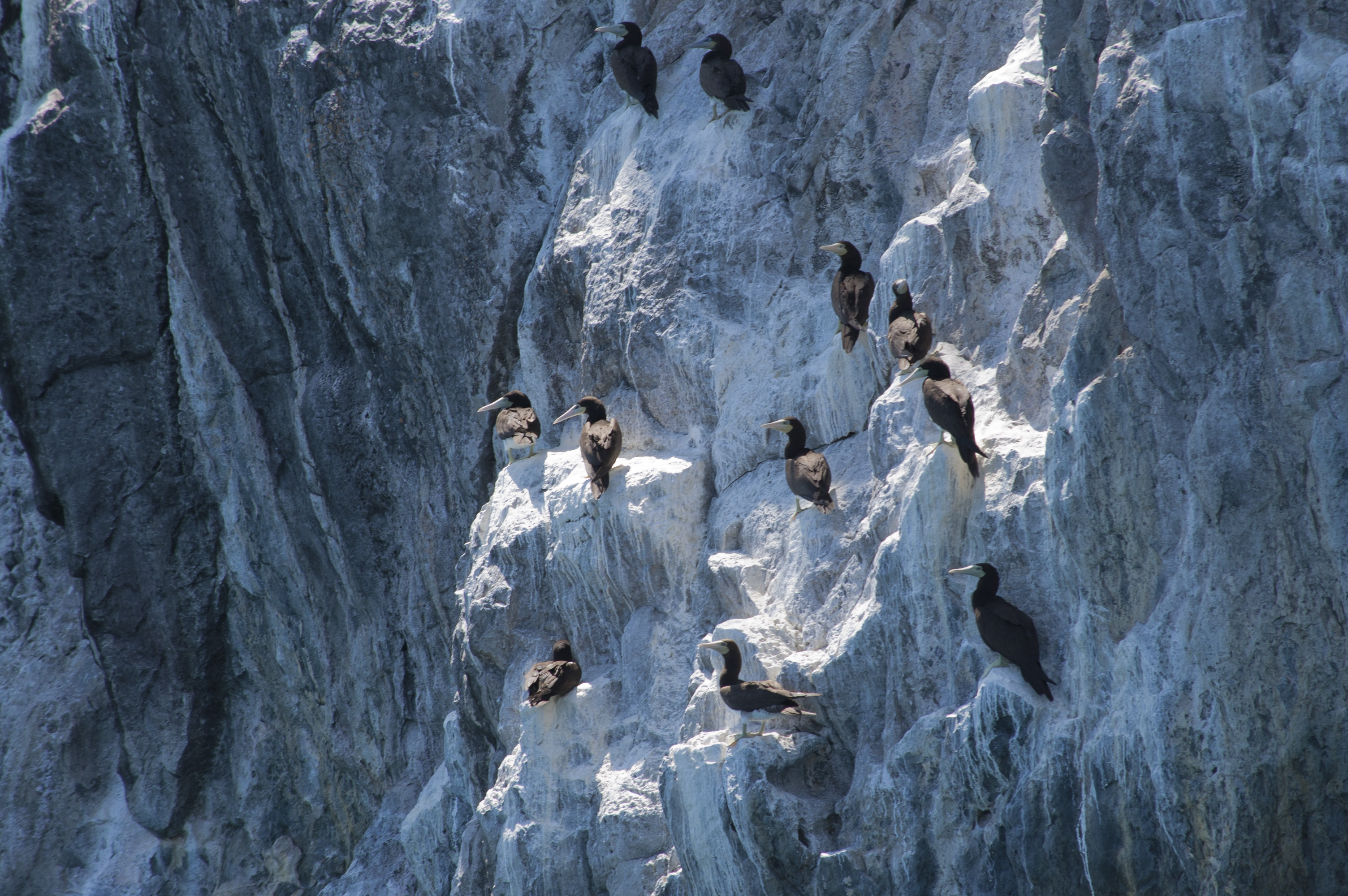
Colonia di Sula leucogaster sulle pareti di Nosy Kivongy